# Vrh nad Krašnjo
Vrh nad Krašnjo este o localitate din comuna Lukovica, Slovenia, cu o populație de 53 de locuitori.